# 10 Minutes Gone
10 Minutes Gone è un film del 2019 diretto da Brian A. Miller.

## Trama
L'esperto rapinatore di banche Frank Sullivan non ha mai fallito un colpo, fino a quando suo fratello non viene ucciso durante una di queste rapine. Privo di sensi, Frank si sveglia in un vicolo senza ricordare come mai la rapina sia andata storta o chi abbia sparato a suo fratello.
Rex, il capo di Frank, vuole il bottino, ma Frank non ce l'ha. A corto di tempo e di informazioni, Frank deve scoprire quale membro della loro banda li ha traditi, evitare che l'assassino a contratto di Rex si avvicini a lui e individuare la valigetta per salvarsi la vita e vendicare la morte di suo fratello.